# Eisschnelllauf-Mehrkampfweltmeisterschaft 1966

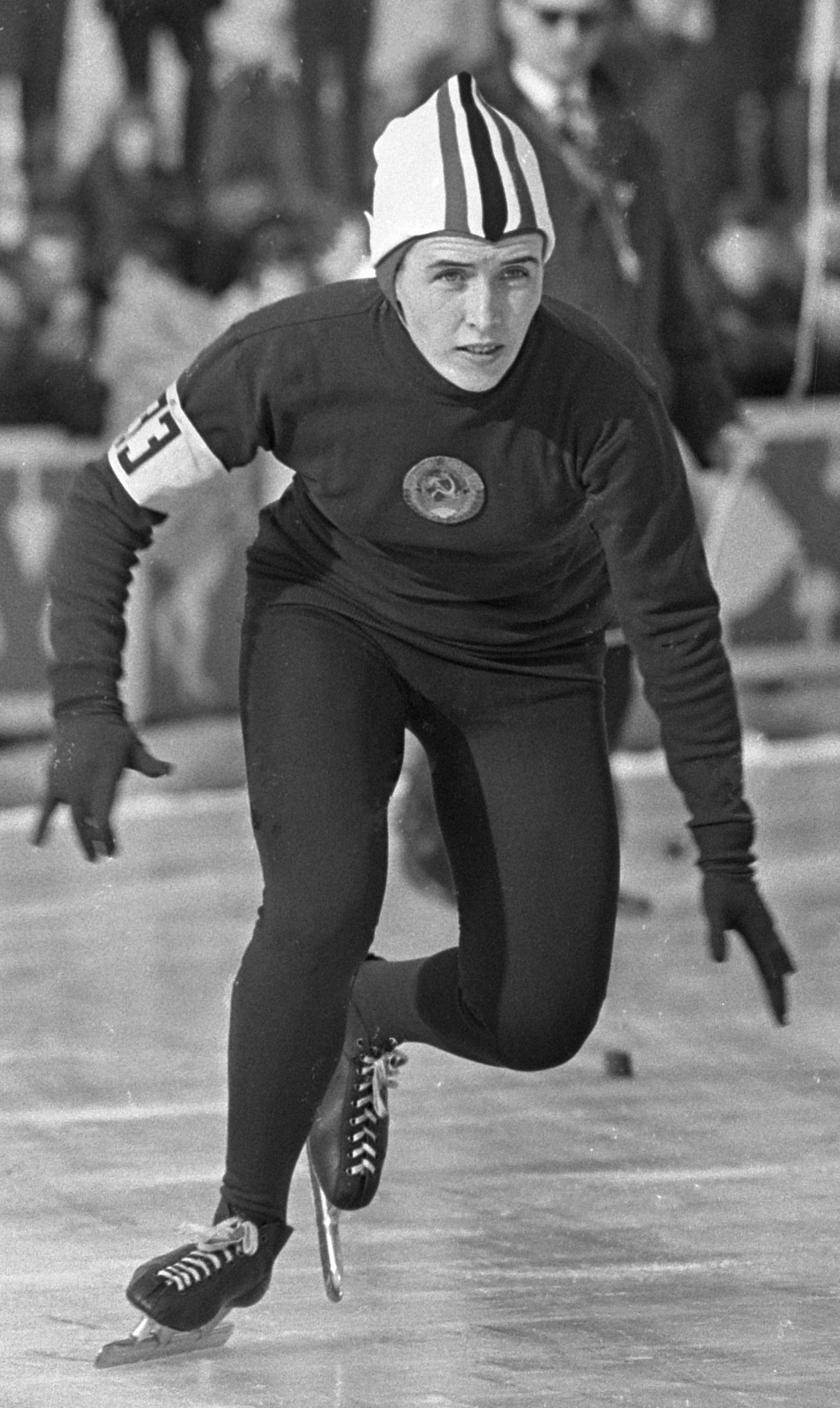
Mehrkampf-Weltmeisterin Walentina Stenina (hier bei der WM 1967)

Die 24. Mehrkampfweltmeisterschaft der Frauen wurde am 12. und 13. Februar 1966 im Øya stadion im norwegischen Trondheim ausgetragen. Davon getrennt fand die 60. Mehrkampfweltmeisterschaft der Männer am 19. und 20. Februar 1966 im Ullevi im schwedischen Göteborg statt.
Bei den Frauen setzte Walentina Stenina die 15-jährige Siegesserie der sowjetischen Eisschnellläuferinnen fort, zog dabei aber erst im abschließenden 5000-Meter-Rennen an der Nordkoreanerin Kim Song-soon vorbei, die als erste Asiatin eine WM-Medaille gewann. Der Männerwettkampf endete bei widrigen Bedingungen mit einem niederländischen Doppelsieg von Kees Verkerk und Ard Schenk. Verkerk gewann dabei drei von vier Teilstrecken.

## Teilnehmende Nationen
Frauen
Das Teilnehmerfeld des Frauenmehrkampfes setzte sich aus 35 Sportlerinnen aus 15 Nationen zusammen.
- 5 Starterinnen:  Sowjetunion
- 4 Starterinnen:  Niederlande ↑↑,  Volksrepublik China ↑↑
- 3 Starterinnen:  Finnland
- 2 Starterinnen:  BR Deutschland ↑,  Deutsche Demokratische Republik ↓,  Japan ↑,  Nordkorea ↓↓,  Norwegen,  Polen ↑,  Schweden ↓↓,  Vereinigte Staaten ↑↑
- 1 Starterin:  Australien ↑,  Frankreich ↑,  Ungarn ↑

Nicht mehr vertreten im Vergleich zur vorherigen Ausgabe waren Athletinnen aus Kanada. Insgesamt war das Feld um fünf Teilnehmerinnen größer als 1965.
Männer
Das Teilnehmerfeld des Männermehrkampfes setzte sich aus 37 Sportlern aus 15 Nationen zusammen.
- 5 Starter:  Niederlande,  Norwegen
- 4 Starter:  Sowjetunion
- 3 Starter:  Volksrepublik China ↑,  Finnland,  Schweden ↓
- 2 Starter:  BR Deutschland ↓,  Deutsche Demokratische Republik ↑,  Frankreich,  Kanada,  Vereinigte Staaten
- 1 Starter:  Italien ↓,  Japan,  Österreich,  Schweiz ↑

Nicht mehr vertreten im Vergleich zur vorherigen Ausgabe waren Sportler aus der Mongolei, Nordkorea und Ungarn. Insgesamt war das Feld um sechs Teilnehmer kleiner als 1965.

## Wettbewerbe

### Frauen

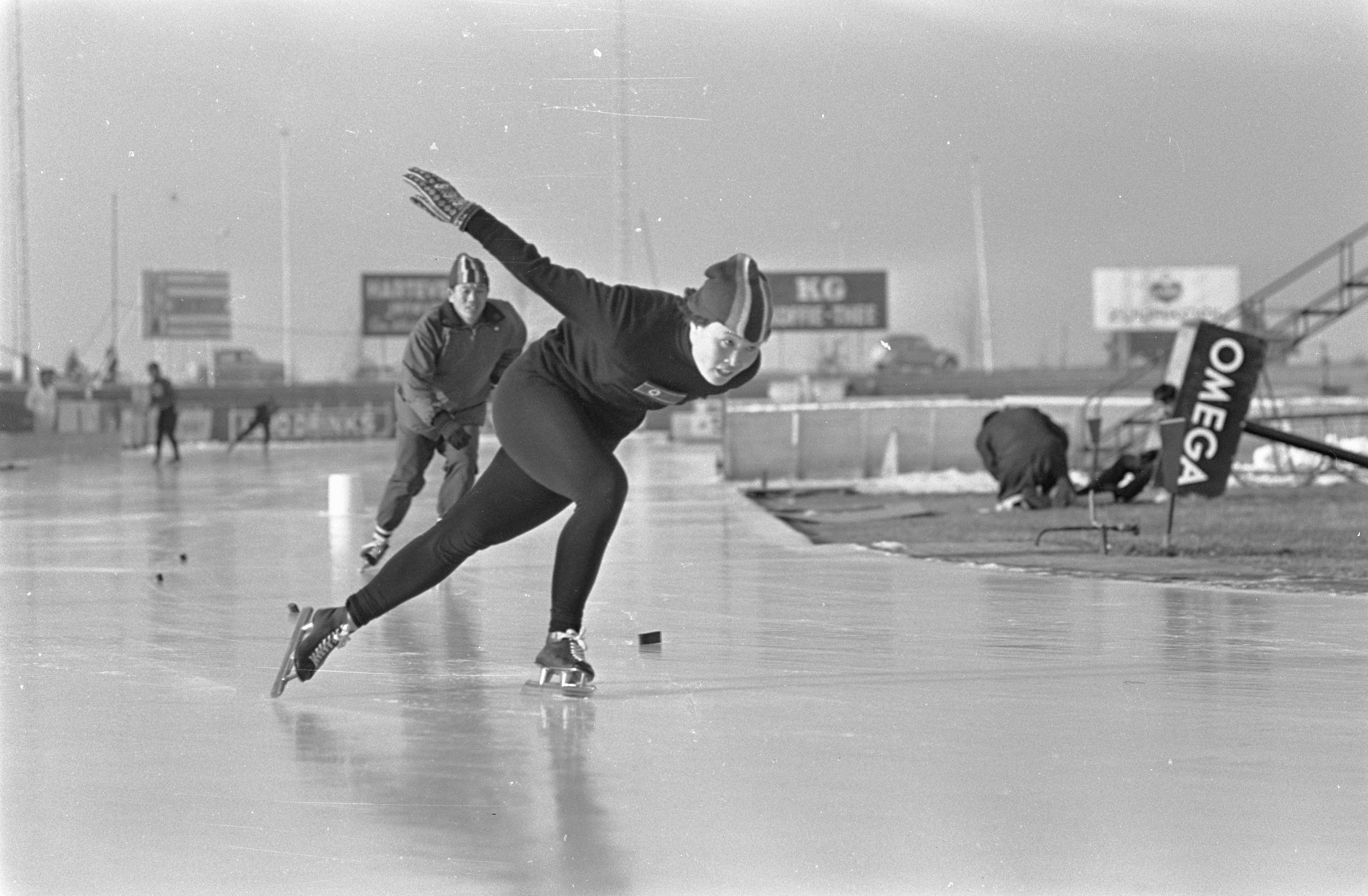
Die Nordkoreanerin Kim Song-soon, hier bei einem Start im Jahr 1967 abgebildet

Seit 1952 hatten die Eisschnellläuferinnen der Sowjetunion die Mehrkampf-Weltmeisterschaften dominiert und jeweils mindestens die ersten beiden Ränge belegt. Die beiden letzten Titelträgerinnen waren jedoch nicht am Start: Lidija Skoblikowa legte seit ihrem vierfachen Olympiasieg von 1964 eine Mutterschaftspause ein und die vorjährige Weltmeisterin Inga Woronina war im Januar 1966 von ihrem Ehemann erstochen worden. Als letzte Vertreterin der erfolgreichen sowjetischen Generation blieb die Weißrussin Walentina Stenina, die ebenfalls schon zweimal – 1960 und 1961 – den WM-Titel errungen hatte und mit 31 Jahren die älteste Starterin im Teilnehmerfeld war. Als Dritte der Weltmeisterschaft von 1965 stand Stien Kaiser im Blickfeld der niederländischen Beobachter.
Nachdem die sowjetischen Läuferinnen im 500-Meter-Sprint die Bestmarken erzielt hatten, überraschte die Nordkoreanerin Kim Song-soon mit der schnellsten Zeit über 1500 Meter, mit der sie auch die Gesamtführung nach dem ersten Tag – an dem die Temperaturen in Trondheim auf −17 Grad sanken – übernahm. Kim hatte bis dahin schon Top-Ten-Ergebnisse bei Olympischen Spielen und vorangegangenen Weltmeisterschaften erzielt, aber noch nie eine Medaille gewonnen. Am Sonntag verteidigte die Nordkoreanerin ihre Führung zunächst nach der dritten Teildisziplin, dem 1000-Meter-Lauf, ehe sie im abschließenden 5000-Meter-Lauf hinter die Weißrussin Stenina zurückfiel. Stenina gewann damit ihren dritten WM-Titel und verlängerte die Siegesserie der Sowjetunion, während Kim als erste – und bis 1990 einzige – Asiatin eine Mehrkampf-WM-Medaille gewann. Dahinter verbesserte sich Stien Kaiser mit der schnellsten 5000-Meter-Zeit auf den Bronzerang. Kaiser, die nach dem 500-Meter-Auftakt bereits weit in der Gesamtwertung zurückgelegen hatte, stellte einen neuen Landesrekord auf und verpasste den von Inga Woronina gehaltenen Weltrekord nur um sechs Zehntelsekunden.
Der deutsche Sportpublizist Karl Adolf Scherer stellte in der Rückschau zum einen die ansteigenden Leistungen der 15-jährigen Westdeutschen Hildegard Sellhuber heraus (die über 1000 Meter deutschen Rekord lief, das Finale der besten 16 aber klar verpasste), sah jedoch vor allem das sich ankündigende „Ende der sowjetischen Vorherrschaft“, die möglicherweise durch eine Koreanerin, möglicherweise Stien Kaiser gebrochen werden könne. Tatsächlich gewann Kaiser die darauffolgenden Weltmeisterschaften 1967 und 1968, während lediglich zwei der folgenden zehn WM-Titel an sowjetische Läuferinnen gingen.
Die folgende Tabelle gibt die besten 16 Teilnehmerinnen des Gesamtklassements an. Nur diese Athletinnen waren für das abschließende 3000-Meter-Rennen qualifiziert. Fett gedruckt sind die jeweils besten Einzelstreckenergebnisse. In Klammern ist die Platzierung auf der jeweiligen Einzelstrecke angegeben.
| Rang | Name                     | 500 Meter | Pkt.   | 1500 Meter  | Pkt.   | 1000 Meter  | Pkt.   | 3.000 Meter | Pkt.   | Gesamt- punkte |
| ---- | ------------------------ | --------- | ------ | ----------- | ------ | ----------- | ------ | ----------- | ------ | -------------- |
| 1    | Walentina Stenina        | 47,7 (3)  | 47,700 | 2:31,5 (3)  | 50,500 | 1:36,3 (3)  | 48,150 | 5:08,3 (2)  | 51,383 | 197,733        |
| 2    | Kim Song-soon            | 47,9 (4)  | 47,900 | 2:29,4 (1)  | 49,800 | 1:36,2 (2)  | 48,100 | 5:14,6 (5)  | 52,433 | 198,233        |
| 3    | Stien Kaiser             | 49,5 (20) | 49,500 | 2:31,4 (2)  | 50,467 | 1:36,3 (3)  | 48,150 | 5:06,6 (1)  | 51,100 | 199,216        |
| 4    | Irina Jegorowa           | 46,9 (1)  | 46,900 | 2:33,6 (5)  | 51,200 | 1:37,4 (10) | 48,700 | 5:19,2 (7)  | 53,200 | 200,000        |
| 5    | Kaija Mustonen           | 49,0 (13) | 49,000 | 2:31,9 (4)  | 50,633 | 1:37,1 (8)  | 48,550 | 5:12,8 (4)  | 52,133 | 200,316        |
| 6    | Han Pil-hwa              | 48,7 (11) | 48,700 | 2:34,3 (6)  | 51,433 | 1:37,3 (9)  | 48,650 | 5:10,9 (3)  | 51,817 | 200,599        |
| 7    | Lāsma Kauniste           | 48,2 (7)  | 48,200 | 2:34,9 (8)  | 51,633 | 1:36,7 (7)  | 48,350 | 5:20,6 (8)  | 53,433 | 201,616        |
| 8    | Tatjana Rastopschyna     | 48,8 (12) | 48,800 | 2:35,8 (10) | 51,933 | 1:35,9 (1)  | 47,950 | 5:21,4 (9)  | 53,567 | 202,249        |
| 9    | Carry Geijssen           | 48,5 (8)  | 48,500 | 2:34,6 (7)  | 51,533 | 1:38,6 (11) | 49,300 | 5:19,2 (6)  | 53,150 | 202,483        |
| 10   | Ying Chun                | 48,6 (9)  | 48,600 | 2:36,4 (11) | 52,133 | 1:38,8 (12) | 49,400 | 5:25,8 (11) | 54,300 | 204,433        |
| 11   | Shuyuan Wang             | 48,1 (6)  | 48,100 | 2:37,4 (13) | 52,467 | 1:39,2 (14) | 49,600 | 5:26,7 (12) | 54,450 | 204,616        |
| 12   | Sigrid Sundby            | 49,2 (16) | 49,200 | 2:35,3 (9)  | 51,767 | 1:36,4 (5)  | 48,200 | 5:33,8 (15) | 55,633 | 204,799        |
| 13   | Kaija-Liisa Keskivitikka | 49,2 (16) | 49,200 | 2:38,9 (15) | 52,967 | 1:40,0 (16) | 50,000 | 5:29,4 (14) | 54,900 | 207,066        |
| 14   | Wil Burgmeijer           | 49,3 (18) | 49,300 | 2:38,9 (15) | 52,967 | 1:40,7 (18) | 50,350 | 5:28,6 (13) | 54,767 | 207,382        |
| 15   | Lisbeth Berg             | 49,6 (22) | 49,600 | 2:38,8 (14) | 52,933 | 1:41,3 (23) | 50,650 | 5:35,6 (16) | 55,933 | 209,116        |
| 16   | Wil van Wees             | 58,4 (35) | 58,400 | 2:36,4 (11) | 52,133 | 1:39,0 (13) | 49,500 | 5:24,2 (10) | 54,033 | 214,066        |

### Männer

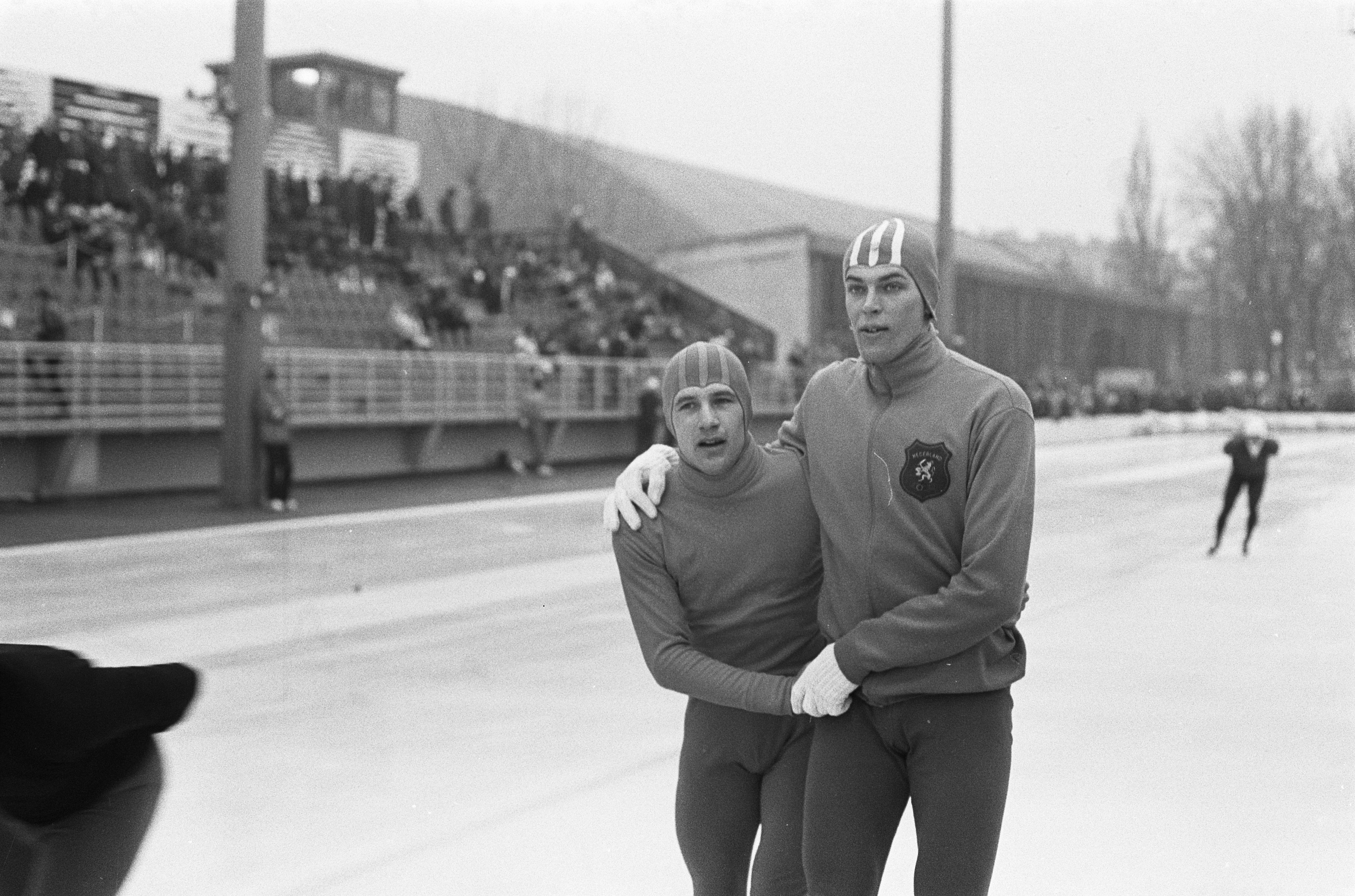
Kees Verkerk (links) und Ard Schenk, hier 1968

Die Eisschnellläuferszene der Männer war in den frühen 1960er Jahren international geprägt. Amtierender Weltmeister war der Norweger Per Ivar Moe. Mit dem Schweden Jonny Nilsson und dem Russen Wiktor Kossitschkin standen zwei weitere Läufer auf der Teilnehmerliste, die bereits den Weltmeistertitel getragen hatten. Zwei Wochen vor der Weltmeisterschaft hatte Moes Landsmann Fred Anton Maier bei einem Länderkampf in Oslo den Weltrekord über die längste gelaufene Distanz von 10.000 Metern auf 15:32,2 Minuten verbessert und gleichzeitig auch einen Punkteweltrekord im Mehrkampf aufgestellt. Im gleichen Wettkampf knapp hinter Maier platziert war der 21-jährige Niederländer Ard Schenk, der kurz zuvor bei der im Januar ausgetragenen Europameisterschaft im heimischen Deventer gesiegt hatte. Schenk wie auch der EM-Zweite Kees Verkerk profitierten davon, dass in den zuvor sportlich wenig erfolgreichen Niederlanden seit Beginn der 1960er viel in den Eisschnelllauf investiert worden war – unter anderem mit dem Bau der Kunsteisbahn in Deventer, in dem die Europameisterschaft stattgefunden hatte.
Der Wettkampf fand im mit Kunsteis präparierten Fußballstadion Ullevi vor einer Kulisse von 40.000 Zuschauern statt, darunter viele Gäste aus Norwegen und den Niederlanden. Im eröffnenden 500-Meter-Eissprint zeigten vor allem die Spezialisten ihre Stärke: Am schnellsten war der US-Amerikaner Thomas Gray in 40,9 Sekunden, gefolgt vom Japaner Suzuki und dem Westdeutschen Erhard Keller, der in 41,6 Sekunden den einzigen nationalen Rekord des Wettkampfes aufstellte. Alle drei Sportler spielten auf den längeren Strecken keine Rolle und schieden frühzeitig aus der Meisterschaft aus. Die deutliche Halbzeitführung nach dem 5000-Meter-Rennen übernahm Ard Schenk, womit er nach dem ersten Tag als Topfavorit galt. Am zweiten Wettkampftag prägte ein Föhneinbruch die Veranstaltung: Nebel und milde Temperaturen erschwerten die Verhältnisse, das Eis wurde weicher und schwerer zu belaufen. Von diesen Umständen profitierte der als „robuster“ geltende Kees Verkerk gegenüber Schenk, dessen ästhetischer Laufstil ihn gleichermaßen anfällig für widrige Verhältnisse machte wie den ebenfalls zunächst aussichtsreich klassierten Fred Anton Maier. Verkerk gewann – nach der Bestzeit über 5000 Meter – die beiden abschließenden Rennen über 1500 Meter und 10.000 Meter mit deutlichem Vorsprung, wodurch er trotz seines anfänglichen Rückstandes aus dem 500-Meter-Sprint klar Weltmeister wurde. Ard Schenk komplettierte den medial gefeierten niederländischen Doppelsieg vor dem Schweden Jonny Nilsson.
Mit den Triumphen der beiden Freunde Kees Verkerk und Ard Schenk – die später gemeinsam als Sportler des Jahres in den Niederlanden ausgezeichnet wurden – im Winter 1965/66 begann eine ausgesprochen erfolgreiche Periode des niederländischen Eisschnelllaufs, die bis in die 1970er Jahre reichte. Der deutsche Sportpublizist Scherer stellte dazu fest, dass bei den Siegen der Niederländer die Athleten aus Norwegen, Schweden, Finnland und vor allem „die sieggewohnten Russen“ auf der Strecke geblieben seien, die erstmals seit ihrem ersten WM-Auftritt komplett ohne Podestergebnis auf einer Einzelstrecke abreisten. Aus deutscher Sicht überzeugte Gerhard Zimmermann mit einem neunten Gesamtrang, der zu mehr Startplätzen bei weiteren Großereignissen berechtigte. Für Österreich erreichte der Langstreckenspezialist Hermann Strutz das Finale der besten sechzehn Athleten, bei dem er allerdings den letzten Rang belegte.
Die folgende Tabelle gibt die besten 16 Teilnehmer des Gesamtklassements an. Nur diese Athleten waren für das abschließende 10.000-Meter-Rennen qualifiziert. Fett gedruckt sind die jeweils besten Einzelstreckenergebnisse. In Klammern ist die Platzierung auf der jeweiligen Einzelstrecke angegeben.
| Rang | Name                 | 500 Meter | Pkt.   | 5000 Meter  | Pkt.   | 1500 Meter  | Pkt.   | 10.000 Meter | Pkt.   | Gesamt- unkte |
| ---- | -------------------- | --------- | ------ | ----------- | ------ | ----------- | ------ | ------------ | ------ | ------------- |
| 1    | Kees Verkerk         | 43,0 (20) | 43,000 | 7:42,8 (1)  | 46,280 | 2:12,9 (1)  | 44,300 | 16:21,6 (1)  | 49,080 | 182,660       |
| 2    | Ard Schenk           | 41,6 (3)  | 41,600 | 7:43,9 (3)  | 46,390 | 2:15,4 (5)  | 45,133 | 16:47,5 (4)  | 50,375 | 183,498       |
| 3    | Jonny Nilsson        | 43,7 (24) | 43,700 | 7:45,9 (5)  | 46,590 | 2:14,5 (2)  | 44,833 | 16:32,2 (2)  | 49,610 | 184,733       |
| 4    | Per Willy Guttormsen | 43,3 (22) | 43,300 | 7:45,7 (4)  | 46,570 | 2:15,6 (7)  | 45,200 | 16:38,4 (3)  | 49,920 | 184,990       |
| 5    | Svein-Erik Stiansen  | 42,8 (17) | 42,800 | 7:50,0 (7)  | 47,000 | 2:15,0 (3)  | 45,000 | 16:47,9 (5)  | 50,395 | 185,195       |
| 6    | Eduard Matussewitsch | 42,3 (8)  | 42,300 | 7:46,5 (6)  | 46,650 | 2:16,1 (8)  | 45,367 | 17:02,2 (8)  | 51,110 | 185,426       |
| 7    | Fred Anton Maier     | 43,2 (21) | 43,200 | 7:43,2 (2)  | 46,320 | 2:16,5 (11) | 45,500 | 17:02,3 (9)  | 51,115 | 186,135       |
| 8    | Rudie Liebrechts     | 43,3 (22) | 43,300 | 7:56,0 (11) | 47,600 | 2:15,2 (4)  | 45,067 | 16:53,0 (6)  | 50,650 | 186,616       |
| 9    | Gerhard Zimmermann   | 42,9 (18) | 42,900 | 7:55,9 (10) | 47,590 | 2:16,8 (14) | 45,600 | 17:09,6 (11) | 51,480 | 187,570       |
| 10   | Per Ivar Moe         | 42,3 (8)  | 42,300 | 7:51,3 (8)  | 47,130 | 2:16,5 (11) | 45,500 | 17:35,6 (14) | 52,780 | 187,710       |
| 11   | Wiktor Kossitschkin  | 42,4 (12) | 42,400 | 7:54,3 (9)  | 47,430 | 2:17,3 (15) | 45,767 | 17:24,1 (13) | 52,205 | 187,801       |
| 12   | Peter Nottet         | 44,3 (26) | 44,300 | 7:56,2 (12) | 47,620 | 2:15,4 (5)  | 45,133 | 17:00,6 (7)  | 51,030 | 188,083       |
| 13   | Johnny Höglin        | 42,7 (16) | 42,700 | 7:56,2 (12) | 47,620 | 2:20,6 (20) | 46,867 | 17:08,6 (10) | 51,430 | 188,616       |
| 14   | Örjan Sandler        | 44,4 (28) | 44,400 | 7:58,3 (15) | 47,830 | 2:18,3 (17) | 46,100 | 17:18,4 (12) | 51,920 | 190,250       |
| 15   | Ants Antson          | 46,5 (36) | 46,500 | 7:57,2 (14) | 47,720 | 2:16,2 (9)  | 45,400 | 17:41,8 (15) | 53,090 | 192,710       |
| 16   | Hermann Strutz       | 45,2 (32) | 45,200 | 7:58,6 (16) | 47,860 | 2:25,7 (32) | 48,567 | 17:44,7 (16) | 53,235 | 194,861       |

## Weblink
- Ergebnisse der Mehrkampf-WM 1966 Frauen und Männer auf speedskatingnews.info